# Чемпионат Одессы по футболу
Чемпионат Одессы по футболу — ежегодный футбольный турнир любительских клубов Одессы. Регулярно проводится с 1911 года.

## История

### Внелиговые матчи
Стремительный рост популярности футбола в Одессе и вовлечение в него всё большего количества команд очень быстро требовали от пионеров популярной игры в городе организации регулярного городского первенства. Однако до поры сделать это не удавалось — с одной стороны для осуществления этого не доставало стабильных в финансовом отношении клубов, а с другой — достаточного количества игровых полей. И хотя в футбол в Одессе играли ежедневно, происходило всё это очень хаотично — команды проводили исключительно внелиговые матчи. Именно по результатам таких игр и был объявлен в 1909 году неофициальный чемпион города — им стал Шереметьевский кружок спорта, выигравший больше всех внелиговых встреч, проводившихся по договорённости клубов. Однако выглядел такой «чемпион» неубедительно, поскольку клубы проводили неравное число игр, и объективно определить по-настоящему сильнейшего не представлялось возможности. Это в конце концов и побудило представителей одесских команд всерьёз задуматься над организацией полноценного первенства.

### Кубок «Спортивной жизни»
Провести такое первенство удалось в феврале—апреле «1911 года после исторического совещания команд в декабре 1910 года, ставшего прообразом будущей футбольной лиги. Именно тогда было принято решение разыграть титул в полноценном двухкруговом чемпионате, за победу в котором редакция одесского журнала Спортивная жизнь» (редактор-издатель — Юлиус Эмброс), основанного по любопытному совпадению как раз в декабре 1910 года, пожертвовала специальный кубок. Его в итоге завоевали футболисты Одесского британского атлетического клуба (ОБАК), которые и стали первым официальными чемпионами Одессы по футболу.
При этом сам журнал просуществовало недолго — по странной иронии судьбы, заключительный тур чемпионата состоялся 24 апреля 1911 года — спустя день после выхода последнего номера.

### Одесская футбольная лига
Начиная с осени 1911 года все последующие чемпионаты города стали проходить по формуле «осень—весна» — в два полусезона — с перерывом на зимнее время. И именно с сезона 1911/12 организацией первенства занялась Одесская футбольная лига (председатель — Эрнест Вильямович Джекобс). Секретариат лиги учредил ряд призов для победителей и призёров. Победителю первой категории стали присуждать Кубок Э.В. Джекобса, команде, занявшему второе место — серебряный щит А.А. Боханова, победителям второй категории — Кубок Д.Д. Герда, победителям третьей — Кубок К.Ю. Окша-Оржеховского. Все эти раритетные трофеи навсегда остались частью истории и как сложилась их судьба — осталось загадкой.
А 12 апреля 1912 года Одесская футбольная лига вступила во Всероссийский футбольный союз — именно эту дату впоследствии объявили официальным днём рождения городской федерации футбола. А в 1913 году сборная города, составленная из лучших игроков клубов ОФЛ, выиграла чемпионат Российской империи, который, впрочем, из-за многочисленных нарушений во время проведения матчей на Юге России ВФС в конечном итоге был признан неразыгранным.

### СССР
Эпоха Одесской футбольной лиги завершилась после Октябрьской революции. С 1922 года городские первенства стали проводить новообразованные спортивные организации, которые структурно преображались вместе с центральными спортивными органами. В октябре 1923 года ОФЛ слилась с военно-производственной лигой и была переформирована в футбольную секцию при губсовфизкульте, а в середине 60-х на смену футсекции пришла городская федерация, ставшая коллективным членом федерации футбола СССР и УССР.
За семь десятилетий в Одессе сменилось несколько футбольных поколений, подаривших футбольному миру немало известных имён. При этом в первенстве города доминировали заводские коллективы, а если учесть, что команды разных возрастов и категорий в основном и выставляли промышленные предприятия, то и чемпионат Одессы вполне логично называли за глаза одним большим заводским турниром. Рекордсменом же по количеству побед в чемпионатах стало «Торпедо», которое 17 раз становилось победителем турнира первой группы взрослых команд. А в клубном зачёте (до 1991 года именно этот титул в городском футболе считался самым престижным) чаще всех — 15 раз — первенствовали футболисты СДЮСШОР «Черноморец», которые доминировали во всех юношеских возрастах. Ведущие позиции в чемпионате также регулярно занимали «Локомотив», «Такси» и легендарный коллектив завода имени Октябрьской Революции (ЗОР), вошедший в историю как последний советский чемпион Одессы.

### Украина
С распадом СССР система массового футбола в городе, к сожалению, стала неизбежно рушиться. И хотя руководители городской федерации пытались вносить препятствовавшие этому изменения в организационную структуру чемпионата, число участников которого в советские времена достигало до 50-ти клубов, остановить этот разрушительный процесс не удалось — сначала рухнул знаменитый «клубный зачёт», видимость существования которого тщетно пытались поддерживать за счёт первенств юношеских коллективов, а затем с футбольной карты постепенно исчезли заводские команды, на смену которым пришли частные футбольные клубы. Лидерами в городском футболе попеременно становились «Сигнал», «Локомотив», «Реал Фарма», «Солнечная Долина», «Атлетик». Однако каждый из них долго лидировать не смог. Исключением удалось стать «Люксеону», который вплотную приблизился к достижения ЗОРа и «Такси», и почти наверняка сумел бы их превзойти, если бы не политика, эпидемия и война.

### «Люксеон»
И, тем не менее, «Люксеон» своё имя в историю всё-таки вписал — 17 марта 2019 года клуб Константина Красия стал первым и пока единственным, кому удалось выиграть абсолютно все официальные соревнования в одесском любительском футболе — чемпионат Одессы, зимнее первенство Одессы, Кубок Одессы, Суперкубок Одессы, Кубок чемпионов Одесской области, Кубок обладателей кубков Одесской области, Суперкубок Одесской области, а также в альянсе с «Олимпом» из Кирничек — чемпионат и Кубок Одесской области. В 2020 году он добавил в эту копилку победу в зимнем первенстве Одесской области и стал, таким образом, самым титулованным любительским клубом Одессы и Одесской области за всю историю.

### Одесса без чемпионов
В 2019 году конфликт интересов бывших и действующих руководителей областной федерации футбола (ФФОО) привёл к образованию новой структуры — Одесской областной федерации футбола (ныне — Одесская областная футбольная ассоциация), и вместе с этим породил противостояние, в результате которого прежняя областная федерация лишилась права на проведение областных соревнований (эти права Ассоциация футбола Украины делегировала новой структуре), а городская федерация как коллективный член ФФОО лишилась поддержки судейского корпуса и команд, отказавшихся играть в чемпионате, Кубке и зимнем первенстве Одессы. С 2020 года лучшие любительские коллективы города определяют сильнейшую команду Одессы в высшей лиге чемпионата Любительской футбольной лиги Одесской области (АФЛОО), а титул зимнего чемпиона разыгрывают в зимнем первенстве Одесской области. Победителями высшей лиги чемпионата Любительской футбольной лиги Одесской области, которых неформально называли чемпионами города, в этот период становились «Сегедка» (2020), заезжий гастролёр из «Николаева Васт» (2021) и «Реал Фарма» (2022). 15 марта 2023 года Одесская областная футбольная ассоциация подписала договор с Управлением физической культуры и спорта Одесского горсовета, получив эксклюзивные права на организацию и проведение официальных соревнований по футболу на территории города. Однако, несмотря на это, звание сильнейшего клуба Одессы в 2023 году вновь разыгрывалось в высшей лиге чемпионата АФЛОО, и его победителем стал «Атлетик».

### Тупик
В 2024 году, пытаясь прервать затянувшийся период безвременья, Одесская областная футбольная ассоциация организовала первый за последние пять лет чемпионат города. Правда, к участию не удалось привлечь сильнейшие коллективы города. Большинство из них попросту отказались разыгрывать первенство, проводимое ведомством, в компетенции которого организация областных соревнований. Не убедило и наличие договора, дающего право и на проведение турниров городского масштаба. В результате чемпионат получился едва ли не самым слабым в истории, его победителем стала «Юракадемия ФСМП», завоевавшая титул досрочно, а ситуация с полноценным городским первенством явно зашла в тупик.

## Призёры чемпионата взрослых команд первой группы (высшей лиги)

### 1911 — 1919 |Одесская футбольная лига
| Сезон    | Чемпион         | 2 место         | 3 место         | Лучший бомбардир                     | Голы |
| -------- | --------------- | --------------- | --------------- | ------------------------------------ | ---- |
| 1911 (в) | ОБАК            | «Спортинг-клуб» | ШК              | Вильям Джекобс (ОБАК)                |      |
| 1911/12  | ОБАК            | «Спортинг-клуб» | ОКФ             | Григорий Богемский («Спортинг-клуб») |      |
| 1912/13  | ШК              | ОБАК            | «Спортинг-клуб» | Александр Злочевский (ШК)            | 41   |
| 1913/14  | «Спортинг-клуб» | ШК              | «Вега»          |                                      |      |
| 1914/15  | ШК              | «Вега»          | «Спортинг-клуб» |                                      |      |
| 1915/16  | «Спортинг-клуб» | «Вега»          | «Флорида»       |                                      |      |
| 1916/17  | ОКФ             | «Вега»          | ОБАК            |                                      |      |
| 1917/18  |                 |                 |                 |                                      |      |
| 1918/19  | «Вега»          |                 |                 |                                      |      |

### 1922 — 1959 | Секция футбола губсовфизкульта, горспорткомитета
| Сезон | Чемпион         | 2 место                      | 3 место            | Лучший бомбардир                | Голы |
| ----- | --------------- | ---------------------------- | ------------------ | ------------------------------- | ---- |
| 1922  | ОКФ             | «Демократы»                  | «Вега»             |                                 |      |
| 1923  | «Местран»       | «Робур»                      | «Вега»             |                                 |      |
| 1924  | «Местран»       | «Кожтрест»                   | ОКФ                |                                 |      |
| 1925  | «Ленинцы»       | «Местран»                    | «Канатчики»        |                                 |      |
| 1926  | «Местран»       |                              |                    |                                 |      |
| 1927  | «Январцы»       |                              |                    |                                 |      |
| 1928  | «Канатчики»     |                              |                    |                                 |      |
| 1929  | «Канатчики»     |                              |                    |                                 |      |
| 1930  | «Динамо»        |                              |                    |                                 |      |
| 1931  | «Кожтрест»      | «Январцы»                    | Завод Марти        |                                 |      |
| 1932  | УКО (пищевики)  | «Динамо»                     | «Январцы»          |                                 |      |
| 1933  | «Олимп»         | «Динамо»                     | «Январцы»          |                                 |      |
| 1934  | «Динамо»        | «Январцы»                    | «Водник»           |                                 |      |
| 1935  | «Январцы»       | «Кожтрест»                   | «Снайпер»          |                                 |      |
| 1936  | «Снайпер»       | «Локомотив»                  | «Январцы»          |                                 |      |
| 1937  | «Снайпер»       | «Консервщики»                | «Сельмаш»          |                                 |      |
| 1938  | «Пищевик»       | «Снайпер»                    | «Красный кондитер» |                                 |      |
| 1939  | «Пищевик»       | «Снайпер»                    | «Локомотив»        |                                 |      |
| 1940  | «Локомотив»     |                              |                    |                                 |      |
| 1945  | «Пищевик»       | Команда Н-ской военной части | «Динамо»           |                                 |      |
| 1946  | «Водник»        | «Динамо»                     | «Торпедо»          |                                 |      |
| 1947  | «Торпедо»       | «Водник»                     | «Динамо»           |                                 |      |
| 1948  | «Водник»        | «Торпедо»                    | «Динамо»           |                                 |      |
| 1949  | «Торпедо»       | «Динамо»                     | «Спартак»          |                                 |      |
| 1950  | «Спартак»       | «Металлург»                  | «Торпедо»          |                                 |      |
| 1951  | «Красное знамя» |                              |                    |                                 |      |
| 1952  | «Торпедо»       |                              |                    |                                 |      |
| 1953  | «Шахтёр»        | «Торпедо»                    | «Трактор»          |                                 |      |
| 1954  | «Металлург»     | «Торпедо»                    | «Шахтёр»           |                                 |      |
| 1955  | «Локомотив»     | «Металлург»                  | «Спартак»          |                                 |      |
| 1956  | «Локомотив»     | «Металлург»                  | «Спартак»          | Матвей Черкасский («Локомотив») |      |
| 1957  | «Локомотив»     |                              |                    |                                 |      |
| 1958  | «Торпедо»       |                              |                    |                                 |      |
| 1959  | «Торпедо»       |                              |                    |                                 |      |

### 1960 — 1991 | Федерация футбола Одессы
| Сезон    | Чемпион             | 2 место              | 3 место              | Лучший бомбардир                | Голы |
| -------- | ------------------- | -------------------- | -------------------- | ------------------------------- | ---- |
| 1960     | «Локомотив»         | СКА                  | ЗОР                  |                                 |      |
| 1961     | «Водник»            | СКА                  | «Локомотив»          |                                 |      |
| 1962     | СКА                 |                      |                      |                                 |      |
| 1963     | «Торпедо»           |                      |                      |                                 |      |
| 1964     | «Автомобилист»      |                      |                      |                                 |      |
| 1965     | «Торпедо»           |                      |                      |                                 |      |
| 1966     | «Локомотив»         |                      |                      |                                 |      |
| 1967     | СКА                 | «Спартак»            | «Локомотив»          |                                 |      |
| 1968     | «Спартак»           |                      |                      |                                 |      |
| 1969     | ЗОР                 | «Автогенмаш»         | «Спартак»            |                                 |      |
| 1970     | СКА                 |                      |                      |                                 |      |
| 1971     | «Спартак»           |                      |                      |                                 |      |
| 1972     | «Торпедо»           | «Такси»              | «Локомотив»          |                                 |      |
| 1973     | «Торпедо»           | «Такси»              | «Локомотив»          | Николай Мусолитин («Локомотив») |      |
| 1974     | «Торпедо»           | «Локомотив»          | «Такси»              |                                 |      |
| 1975     | «Торпедо»           | «Локомотив»          | «Кислородмаш»        |                                 |      |
| 1976     | «Торпедо»           | «Локомотив»          | «Такси»              |                                 |      |
| 1977     | ЗОР                 | «Торпедо»            | «Такси»              |                                 |      |
| 1978     | «Спартак-Такси»     | «Торпедо»            | ЗРСС                 |                                 |      |
| 1979     | «Торпедо»           | «Локомотив»          | СДЮСШОР «Черноморец» |                                 |      |
| 1980     | «Такси»             | «Торпедо»            | «Стройгидравлика»    |                                 |      |
| 1981     | «Локомотив»         | СДЮСШОР «Черноморец» | ЗОР                  |                                 |      |
| 1982     | «Динамо»            | «Такси» (АТП-15101)  | ЗОР                  |                                 |      |
| 1983     | «Торпедо»           | ЗОР                  | «Локомотив»          |                                 |      |
| 1984     | «Торпедо»           | «Дзержинец» Одесса   | СДЮСШОР «Черноморец» |                                 |      |
| 1985     | «Торпедо»           | ЗОР                  | «Такси» (АТП-15101)  |                                 |      |
| 1986     | ЗОР                 | СДЮСШОР «Черноморец» | «Дзержинец» Одесса   |                                 |      |
| 1987     | «Дзержинец» Одесса  | СДЮСШОР «Черноморец» | ЗОР                  |                                 |      |
| 1988     | ЗОР                 | «Торпедо»            | СДЮСШОР «Черноморец» |                                 |      |
| 1989     | «Торпедо»           | ЗОР                  | СДЮСШОР «Черноморец» |                                 |      |
| 1990 (в) | «Такси» (АТП-15101) | «Торпедо»            | «Кислородмаш»        |                                 |      |
| 1990/91  | ЗОР                 | СДЮСШОР «Черноморец» | «Январец»            |                                 |      |

### 1991 — 1997 | Ассоциация футбола Одессы
| Сезон   | Чемпион              | 2 место     | 3 место | Лучший бомбардир | Голы |
| ------- | -------------------- | ----------- | ------- | ---------------- | ---- |
| 1991/92 | СДЮСШОР «Черноморец» |             |         |                  |      |
| 1992/93 | «Краян»              |             |         |                  |      |
| 1993/94 | ЗОР                  | «Локомотив» | ЗРСС    |                  |      |
| 1994/95 | «Одесгаз»            |             |         |                  |      |
| 1995/96 | «Портофлот»          |             | «Лилия» |                  |      |
| 1996/97 | «Сигнал»             | «Факел»     | ЗОР     |                  |      |

### 1998 — 2023 | Федерация футбола Одессы
| Сезон               | Чемпион                   | 2 место                    | 3 место                     | Лучший бомбардир                          | Голы          |
| ------------------- | ------------------------- | -------------------------- | --------------------------- | ----------------------------------------- | ------------- |
| 1998 (в)            | «Сигнал»                  | ЗОР                        | ЗРСС                        | Геннадий Подвальный («Сигнал»)            | 15            |
| 1998/99             | «Сигнал»                  | «Водоканал»                | СК «Одесса-2»               | Александр Пинчук («Сигнал»)               | 18            |
| 1999/00             | «Автомобилист-Бессарабия» | «Сигнал»                   | «Локомотив»                 | Михаил Ткачук («Автомобилист-Бессарабия») | 21            |
| 2000/01             | «Локомотив»               | ИРИК                       | «Солнечная Долина»          | Михаил Ткачук (ИРИК)                      | 24            |
| 2001 (о)            | «Локомотив»               | СРЗ «Украина»              | «Солнечная Долина»          | Руслан Хван (ИРИК)                        | 11            |
| 2002                | ИРИК                      | «Солнечная Долина»         | «Локомотив»                 | Олег Кошелюк (ИРИК)                       | 39            |
| 2003                | «Реал»                    | «Иван»                     | «Локомотив»                 | Артур Ляхов («Локомотив»)                 | 36            |
| 2004                | «Локомотив»               | «Реал-Покровское»          | «Иван»                      | Артур Ляхов («Локомотив»)                 | 32            |
| 2005                | «Иван»                    | «Локомотив-Дружба народов» | «Фонтан-Портовик» Ильичёвск | Ярослав Курылив («Таировец»)              | 35            |
| 2006                | «Реал-Фарм»               | «Дружба народов»           | «Иван»                      | Александр Бредис («Реал-Фарм»)            | 23            |
| 2007                | «Бастион» Ильичёвск       | «Черноморец-2»             | «Реал-Фарм»                 | Александр Бредис («Реал-Фарм»)            | 30            |
| 2008                | «Черноморец-2»            | «Солнечная Долина»         | ФК «DIGITAL»                | Вячеслав Терещенко (ФК «DIGITAL»)         | 19            |
| 2009                | «Солнечная Долина»        | «Люксеон»                  | «Днестр-2»                  | Вячеслав Терещенко («Люксеон»)            | 33            |
| 2010                | «Люксеон»                 | «Реал-Фарм»                | «Солнечная Долина»          | Евгений Ушаков («Люксеон»)                | 16            |
| 2011                | «Солнечная Долина»        | «Люксеон»                  | «Хаджибей» Усатово          | Александр Бредис («Солнечная Долина»)     | 15            |
| 2012                | «Совиньон» Таирово        | «Люксеон»                  | ФК «Одесса-2»               | Сергей Урсуленко («Бессарабия»)           | 12            |
| 2013                | ФК «Таирово»              | «Бастион» Ильичёвск        | «Хаджибей» Усатово          | Руслан Майдан («Хаджибей»)                | 11            |
| 2014                | «Люксеон»                 | «SoHo.net»                 | «Реал Фарма-2»              | Олег Войников («Аркадия»)                 | 14            |
| 2015                | «Атлетик»                 | «Жемчужина»                | «Реал Фарма-2»              | Александр Згура («Атлетик»)               | 11            |
| 2016                | «Атлетик»                 | «Люксеон»                  | «Реал Фарма-2»              | Александр Якименко («Атлетик»)            | 22            |
| 2017                | «Люксеон-Олимп»           | ФК «Троицкое»              | «SoHo.net»                  | Александр Якименко («Люксеон-Олимп»)      | 16            |
| 2018                | «Люксеон»                 | «Реал Фарма-2»             | «Интер»                     | Александр Якименко («Люксеон»)            | 25            |
| 2019                | «Люксеон»                 | «Копейка» Черноморск       | «Реал Фарма-2»              | Александр Якименко («Люксеон»)            | 19            |
| 2020 2021 2022 2023 | не проводился             | не проводился              | не проводился               | не проводился                             | не проводился |

### 2024 — ... | Одесская областная футбольная ассоциация
| Сезон   | Чемпион           | 2 место              | 3 место          | Лучший бомбардир                  | Голы |
| ------- | ----------------- | -------------------- | ---------------- | --------------------------------- | ---- |
| 2024    | «Юракадемия ФСМП» | «SOHONET»            | «Черноморец U17» | Андрей Мудрак («Юракадемия ФСМП») | 23   |
| 2024/25 | «Атлетик»         | «Южная Пальмира» НГУ | «Черноморец U17» | Максим Булганин («Атлетик»)       | 9    |

## Медальная таблица
| Клуб                         | Золото | Серебро | Бронза |
| ---------------------------- | ------ | ------- | ------ |
| «Торпедо»                    | 17     | 8       | 2      |
| «Локомотив»                  | 10     | 7       | 7      |
| «Такси»                      | 8      | 4       | 8      |
| ЗОР                          | 6      | 4       | 6      |
| «Люксеон»                    | 5      | 4       | 1      |
| «Пищевик»                    | 4      |         |        |
| «Динамо»                     | 3      | 4       | 3      |
| «Краян»                      | 3      | 2       | 4      |
| СКА                          | 3      | 2       |        |
| «Водник»                     | 3      | 1       | 1      |
| «Местран»                    | 3      | 1       |        |
| «Сигнал»                     | 3      | 1       |        |
| «Атлетик»                    | 3      |         |        |
| «Спортинг-клуб»              | 2      | 2       | 2      |
| «Кожтрест»                   | 2      | 2       | 1      |
| «Снайпер»                    | 2      | 2       | 1      |
| «Солнечная Долина»           | 2      | 2       | 1      |
| ШК                           | 2      | 1       | 1      |
| ОБАК                         | 2      | 1       | 1      |
| ОКФ                          | 2      |         | 2      |
| «Канатчики»                  | 2      |         | 1      |
| ФК «Таирово»                 | 2      |         |        |
| СДЮСШОР «Черноморец»         | 1      | 4       | 4      |
| «Вега»                       | 1      | 4       | 3      |
| «Металлург»                  | 1      | 3       |        |
| «Иван»                       | 1      | 1       | 2      |
| «Дзержинец»                  | 1      | 1       | 1      |
| «Реал-Фарм»                  | 1      | 1       | 1      |
| «Факел»                      | 1      | 1       |        |
| ИРИК                         | 1      | 1       |        |
| «Черноморец-2»               | 1      | 1       |        |
| «Бастион» Ильичёвск          | 1      | 1       |        |
| «Шахтёр»                     | 1      |         | 1      |
| «Олимп»                      | 1      |         |        |
| «Красное знамя»              | 1      |         |        |
| «Портофлот»                  | 1      |         |        |
| «Автомобилист-Бессарабия»    | 1      |         |        |
| «Реал»                       | 1      |         |        |
| «Юракадемия ФСМП»            | 1      |         |        |
| «SOHONET»                    |        | 2       | 1      |
| «Реал Фарма-2»               |        | 1       | 4      |
| «Кислородмаш»                |        | 1       | 2      |
| «Солнечная Долина»           |        | 1       | 2      |
| «Демократы»                  |        | 1       |        |
| «Робур»                      |        | 1       |        |
| «Консервщики»                |        | 1       |        |
| Команда Н-ской военной части |        | 1       |        |
| «Водоканал»                  |        | 1       |        |
| «Судоремонтник»              |        | 1       |        |
| «Жемчужина»                  |        | 1       |        |
| ФК «Троицкое»                |        | 1       |        |
| «Копейка» Черноморск         |        | 1       |        |
| «Южная Пальмира» НГУ         |        | 1       |        |
| ЗРСС                         |        |         | 3      |
| «Хаджибей» Усатово           |        |         | 2      |
| «Черноморец U17»             |        |         | 2      |
| «Флорида»                    |        |         | 1      |
| Завод Марти                  |        |         | 1      |
| «Красный кондитер»           |        |         | 1      |
| «Стройгидравлика»            |        |         | 1      |
| «Лилия»                      |        |         | 1      |
| СК «Одесса-2»                |        |         | 1      |
| «Фонтан-Портовик» Ильичёвск  |        |         | 1      |
| «Днестр-2» Овидиополь        |        |         | 1      |
| ФК «Одесса-2»                |        |         | 1      |
| «Интер»                      |        |         | 1      |

## Чемпионаты Одессы в клубном зачёте
| Сезон        | Чемпион              | Второй призёр        | Третий призёр |
| ------------ | -------------------- | -------------------- | ------------- |
| 1952         | «Торпедо»            |                      |               |
| 1953         | ФШМ                  |                      |               |
| 1954         |                      |                      |               |
| 1955         |                      |                      |               |
| 1956         | «Локомотив»          |                      |               |
| 1957         |                      |                      |               |
| 1958         |                      |                      |               |
| 1959         |                      |                      |               |
| 1960         |                      |                      |               |
| 1961         | «Водник»             | «Январец»            | «Локомотив»   |
| 1962         |                      |                      |               |
| 1963         | «Светофор»           | «Январец»            | «Дзержинец»   |
| 1964         |                      |                      |               |
| 1965         |                      |                      |               |
| 1966         |                      |                      |               |
| 1967         | СКА                  | «Спартак»            | «Локомотив»   |
| 1968         |                      |                      |               |
| 1969         | «Локомотив»          |                      |               |
| 1970         |                      |                      |               |
| 1971         |                      |                      |               |
| 1972         | СК «Шторм»           | «Проводник»          | «Такси»       |
| 1973         | «Проводник»          | СК «Шторм»           | «Такси»       |
| 1974         | «Проводник»          | «Такси»              | СК «Шторм»    |
| 1975         | «Проводник»          | «Такси»              | СК «Шторм»    |
| 1976         | СДЮСШ «Черноморец»   | «Проводник»          | «Такси»       |
| 1977         | СДЮСШ «Черноморец»   | СК «Шторм»           | «Проводник»   |
| 1978         | «Спартак-Такси»      | СДЮСШОР «Черноморец» | ЗРСС          |
| 1979         | СДЮСШОР «Черноморец» |                      |               |
| 1980         | СДЮСШОР «Черноморец» |                      |               |
| 1981         | СДЮСШОР «Черноморец» | СКА                  | СК «Шторм»    |
| 1982         | «ДЮСШ-6-Динамо»      | СДЮСШОР «Черноморец» | СК «Шторм»    |
| 1983         | СДЮСШОР «Черноморец» | «Локомотив»          | СК «Шторм»    |
| 1984         | СДЮСШОР «Черноморец» | СКА                  | ДЮСШ-6        |
| 1985         | СДЮСШОР «Черноморец» | СК «Шторм»           | «Локомотив»   |
| 1986         | СДЮСШОР «Черноморец» | СК «Шторм»           | «Дзержинец»   |
| 1987         | СДЮСШОР «Черноморец» | ДЮСШ-6               | «Локомотив»   |
| 1988         | СДЮСШОР «Черноморец» |                      | «Локомотив»   |
| 1989         | СДЮСШОР «Черноморец» | «ДЮСШ-6-Такси»       | «Локомотив»   |
| 1990 (весна) | СДЮСШОР «Черноморец» | ЗОР                  |               |
| 1990/91      | СДЮСШОР «Черноморец» | ЗОР                  | «Январец»     |
| 1991/92      | СДЮСШОР «Черноморец» |                      |               |
| 1992/93      |                      |                      |               |
| 1993/94      | «Краян-СКА»          |                      |               |
| 1994/95      |                      |                      |               |
| 1995/96      |                      |                      |               |
| 1996/97      | СДЮСШОР «Черноморец» | «Бессарабия»         | СКА           |

## КубокФинка
В 2005 году по инициативе руководства футбольного клуба «Черноморец» в память о трагически погибшем 13 января 2005 года под Белой Церковью администраторе, а в прошлом форварде «моряков» Владимире Финке (в 1983 году он установил клубный рекорд, забив в высшей лиге чемпионата СССР 15 голов — третий результат сезона 1983) был учреждён специальный кубок для лучшего бомбардира чемпионата города. Первым обладателем этого трофея стал нападающий «Таировца» Ярослав Курылив, после чего им владели Александр Бредис (трижды), Вячеслав Терещенко (дважды), Евгений Ушаков, Сергей Урсуленко, Руслан Майдан, Олег Войников, Александр Згура и Александр Якименко, который завоёвывал его четыре сезона подряд.
| Сезон | Обладатели Кубка Финка | Команда            | Игры / Голы | СТАТИСТИКА ГОЛОВ  | СТАТИСТИКА ГОЛОВ | СТАТИСТИКА ГОЛОВ   | СТАТИСТИКА ГОЛОВ      | СТАТИСТИКА ГОЛОВ  |
| Сезон | Обладатели Кубка Финка | Команда            | Игры / Голы | В среднем за игру | С пенальти       | 4 и больше за игру | Хет-трики (3 за игру) | Дубли (2 за игру) |
| ----- | ---------------------- | ------------------ | ----------- | ----------------- | ---------------- | ------------------ | --------------------- | ----------------- |
| 2005  | Ярослав Курылив        | «Таировец»         | 22 / 35     | 1,59              | 5                | 1 (5), 2 (4)       | 2                     | 3                 |
| 2006  | Александр Бредис       | «Реал-Фарм»        | 22 / 23     | 1,05              | 4                | 0                  | 2                     | 4                 |
| 2007  | Александр Бредис       | «Реал-Фарм»        | 27 / 30     | 1,11              | 7                | 0                  | 4                     | 6                 |
| 2008  | Вячеслав Терещенко     | ФК DIGITAL         | 14 / 19     | 1,36              | 3                | 2 (4)              | 1                     | 1                 |
| 2009  | Вячеслав Терещенко     | «Люксеон»          | 17 / 33     | 1,94              | 5                | 1 (8), 2 (4)       | 3                     | 0                 |
| 2010  | Евгений Ушаков         | «Люксеон»          | 15 / 16     | 1,07              | 2                | 0                  | 1                     | 4                 |
| 2011  | Александр Бредис       | «Солнечная Долина» | 14 / 15     | 1,07              | 0                | 0                  | 2                     | 2                 |
| 2012  | Сергей Урсуленко       | «Бессарабия»       | 13 / 12     | 0,92              | 2                | 1 (6)              | 0                     | 1                 |
| 2013  | Руслан Майдан          | «Хаджибей»         | 15 / 11     | 0,73              | 0                | 0                  | 1                     | 1                 |
| 2014  | Олег Войников          | «Аркадия»          | 17 / 14     | 0,82              | 3                | 0                  | 1                     | 4                 |
| 2015  | Александр Згура        | «Атлетик»          | 11 / 11     | 1,00              | 0                | 0                  | 0                     | 3                 |
| 2016  | Александр Якименко     | «Атлетик»          | 17 / 22     | 1,29              | 3                | 2 (4)              | 0                     | 5                 |
| 2017  | Александр Якименко     | «Люксеон-Олимп»    | 11 / 16     | 1,45              | 2                | 0                  | 3                     | 2                 |
| 2018  | Александр Якименко     | «Люксеон»          | 13 / 25     | 1,92              | 1                | 1 (5), 2 (4)       | 2                     | 3                 |
| 2019  | Александр Якименко     | «Люксеон»          | 10 / 20     | 2,00              | 1                | 2 (4)              | 3                     | 1                 |

## Первая лига
| Сезон | Чемпион              | 2 место            | 3 место           | Лучший бомбардир                         | Голы |
| ----- | -------------------- | ------------------ | ----------------- | ---------------------------------------- | ---- |
| 2005  | «Факел»              | «Таировец»         | «Юнга»            | Ярослав Курылив («Таировец»)             | 18   |
| 2006  | «Афган-Памир»        | «Динамо-Честь»     | «ФАР-Арена»       | Владимир Доаге («Афган-Памир»)           | 17   |
| 2007  | «Соборка-Интерпласт» | «Альфа-Пак»        | «Лада»            | Владимир Данильян («Соборка-Интерпласт») | 25   |
| 2008  | «Соборка»            | «Альфа-Пак»        | «Черноморец-1991» | Юрий Переверзев («Оранта»)               | 21   |
| 2009  | «SoHo.net»           | «Юнга-Моракадемия» | «Пальмира»        | Денис Банарь («SoHo.net»)                | 16   |
| 2010  | «Альфа-Пак»          | «Драккар»          | «Черноморец-1992» | Степан Клокарь («Драккар»)               | 22   |
| 2011  | «Альфа-Пак»          | «SoHo.net»         | «Староконный»     | Юрий Переверзев («Альфа-Пак»)            | 21   |
| 2012  | «Хаджибей»           | «Амадеус Марин»    | «Реал»            | Олег Ладыненко («Соборка»)               | 29   |
| 2013  | «Ришелье»            | «Таврия В»         | «Люстдорф         | Александр Косырин («Ришелье»)            | 41   |
| 2014  | «Ришелье»            | «Таврия В»         | «Альфа-Пак»       | Александр Бредис («Таврия В»)            | 24   |
| 2015  | «Таврия В»           | «Ришелье»          | «Люстдорф»        | Александр Косырин («Люстдорф»)           | 53   |
| 2016  | «Ришелье»            | «Люстдорф»         | «Таврия В»        | Александр Косырин («Люстдорф»)           | 36   |
| 2017  | «Ришелье»            | «Люстдорф»         | «Таврия В»        | Александр Косырин («Люстдорф»)           | 30   |

## Зимнее первенство города
| Сезон   | Чемпион            | 2 место             | 3 место                   | Лучший бомбардир                                                 | Голы           |
| ------- | ------------------ | ------------------- | ------------------------- | ---------------------------------------------------------------- | -------------- |
| 1950/51 | «Спартак»          |                     |                           |                                                                  |                |
| 1951/52 | ОДО                |                     |                           |                                                                  |                |
| 1952/53 | ОДО                | «Металлург»         | «Торпедо»                 |                                                                  |                |
| 1953/54 | ОДО                | «Шахтёр»            | «Торпедо»                 |                                                                  |                |
| 1954/55 | ОДО                | «Шахтёр»            | «Металлург»               |                                                                  |                |
| 1955/56 | «Металлург»        | ОДО                 | «Шахтёр»                  |                                                                  |                |
| 1956/57 | ОДО                |                     |                           |                                                                  |                |
| 1957/58 | СКВО               |                     |                           |                                                                  |                |
| 1987/88 | ЗОР                | «Торпедо»           | «Дзержинец»               |                                                                  |                |
| 1988/89 | ЗОР                | «Дзержинец»         | «Одесгаз»                 |                                                                  |                |
| 1989/90 | «Черноморец-1972»  | «Динамо»            | «Продмаш»                 |                                                                  |                |
| 1990/91 | «Портофлот»        | «Дзержинец»         | «Черноморец-1973»         |                                                                  |                |
| 1991/92 | «Черноморец-1974»  | ЗОР                 | «Дзержинец»               |                                                                  |                |
| 1992/93 | «Стройгидравлика»  | «Дзержинец»         | «Торпедо»                 |                                                                  |                |
| 1993/94 | ЗОР                | «Черноморец-2»      | «Дзержинец»               |                                                                  |                |
| 1994/95 | ЗОР                | «Ришелье»           | «Портофлот»               |                                                                  |                |
| 1995/96 | «Портофлот»        | «Ришелье»           | «Лотто»                   |                                                                  |                |
| 1996/97 | «Ришелье»          | «Факел»             | «Лилия»                   |                                                                  |                |
| 1997/98 | ЗОР                | «Портофлот»         | «Бессарабия»              | Виктор Дзёбан (ЗОР)                                              | 15             |
| 1998/99 | «Сигнал»           | «Дзержинец»         | «Рыбак»                   | Виталий Тищенко («Факел»)                                        | 11             |
| 1999/00 | «Ласуня»           | «Сигнал»            | «Автомобилист-Бессарабия» | Михаил Ткачук («Автомобилист-Бессарабия»)                        | 9              |
| 2000/01 | «Ласуня»           | «Черноморец-3»      | «Иван»                    | Александр Уманченко («Ласуня»)                                   | 8              |
| 2001/02 | «Ласуня»           | «Солнечная Долина»  | «Черноморец-2»            | Александр Згура («Черноморец-1985»)                              | 7              |
| 2002/03 | «Сигнал»           | «Ласуня»            | «Локомотив»               | Анатолий Снигур («Солнечная Долина»)                             | 13             |
| 2003/04 | «Реал»             | «Таврия В-Радиалка» | «Иван»                    | Руслан Майданюк («Таврия В»), Александр Бондаренко («Реал»)      | 8              |
| 2004/05 | «Солнечная Долина» | «Реал-Фарм»         | «Таврия В-Радиалка»       | Артур Ляхов («Локомотив-Дружба народов»)                         | 17             |
| 2005/06 | «Черноморец-2»     | «Солнечная Долина»  | «Сигнал»                  | Артём Азицкий («Черноморец-2»)                                   | 14             |
| 2006/07 | «Дружба народов»   | «Солнечная Долина»  | «Реал-Фарм»               | Александр Бредис («Реал-Фарм»)                                   | 14             |
| 2007/08 | «Солнечная Долина» | ФК «DIGITAL»        | «Реал-Фарм»               | Вячеслав Терещенко (ФК DIGITAL)                                  | 19             |
| 2008/09 | «Реал-Фарм»        | «Сигнал»            | «Солнечная Долина»        | Вячеслав Терещенко (ФК DIGITAL)                                  | 16             |
| 2009/10 | «Реал-Фарм»        | «Солнечная Долина»  | «Люксеон»                 | Александр Грозов («Солнечная Долина»)                            | 10             |
| 2010/11 | «Реал-Фарм»        | «Солнечная Долина»  | «Нива» Таирово            | Олег Войников («Реал-Фарм»)                                      | 14             |
| 2011/12 | «Солнечная Долина» | «Совиньон» Таирово  | «Люксеон»                 | Александр Бредис («Солнечная Долина»), Евгений Пицык («Бастион») | 12             |
| 2012/13 | «Реал Фарм-2»      | ФК «Таирово»        | «Реал Фарм»               | Александр Бредис («Балканы»)                                     | 16             |
| 2013/14 | «Динамо»           | «Реал Фарма»        | «Балканы» Заря            | Олег Войников («Аркадия»)                                        | 10             |
| 2014/15 | «Жемчужина»        | «Реал Фарма»        | «Балканы» Заря            | Артём Головин (ФК «Одесса»)                                      | 9              |
| 2015/16 | «Реал Фарма»       | «Реал Фарма-2»      | «Атлетик»                 | Руслан Паламарь («Жемчужина»)                                    | 12             |
| 2016/17 | «Реал Фарма-2»     | «Люксеон»           | «Атлетик»                 | Александр Якименко («Атлетик»)                                   | 12             |
| 2017/18 | ФК «Троицкое»      | «Интер»             | «Люксеон»                 | Сергей Кузнецов («Троицкое»), Виталий Балашов («Интер»)          | 10             |
| 2018/19 | «Люксеон»          | «SoHo.net»          | ОГАСА                     | Дмитрий Сула («SoHo.net»), Владимир Приёмов («Люксеон»)          | 7              |
| 2019/20 | не проводилось     | не проводилось      | не проводилось            | не проводилось                                                   | не проводилось |
| 2020/21 | не проводилось     | не проводилось      | не проводилось            | не проводилось                                                   | не проводилось |
| 2021/22 | не проводилось     | не проводилось      | не проводилось            | не проводилось                                                   | не проводилось |
| 2022/23 | не проводилось     | не проводилось      | не проводилось            | не проводилось                                                   | не проводилось |

## Чемпионат города среди ветеранов
| Сезон | Чемпион    | 2 место             | 3 место              | Лучший бомбардир | Голы |
| ----- | ---------- | ------------------- | -------------------- | --- | ---- |
| 2000  | «Инстрой»  | «Нептун»            | «Динамо»             | Игорь Беланов («Динамо»), Юрий Горячев («Нептун»)                                                                              | 14   |
| 2001  | «Ришелье»  | «Инстрой»           | «ПВО-ЧМП»            | Юрий Горячев («ПВО-ЧМП») | 17   |
| 2002  | «Ришелье»  | «Отрада»            | ФК «Ильичёвск»       | Виктор Гратий («Инстрой») | 18   |
| 2003  | «Ришелье»  | «Отрада»            | «Укрпочта-Ильичёвск» | Виктор Сахно («Ришелье») | 22   |
| 2004  | «Ришелье»  | «Пивдень»           | «Отрада»             | Виталий Тищенко («Отрада») | 29   |
| 2005  | «Ришелье»  | «Монолит» Ильичёвск | «Отрада»             | Александр Бондаренко («Ришелье»)                                                                                               | 49   |
| 2006  | «Ришелье»  | «Монолит» Ильичёвск | «Чёрное море»        | Виталий Тищенко («Отрада») | 41   |
| 2007  | «Ришелье»  | «Чёрное море»       | «Отрада»             | Валерий Манько («Ришелье») | 31   |
| 2008  | «Ришелье»  | «Чёрное море»       | «СоцКом Банк»        | Александр Бондаренко («Ришелье»), Валерий Манько («Ришелье»)                                                                   | 19   |
| 2009  | «Ришелье»  | «СоцКом Банк»       | ФК «Ильичёвск»       | Александр Бондаренко («Ришелье»)                                                                                               | 17   |
| 2010  | «Ришелье»  | «СоцКом Банк»       | «Чёрное море»        | Владимир Мельниченко («СоцКом Банк»)                                                                                           | 11   |
| 2011  | «Ришелье»  | «Таврия В»          | «Люстдорф»           | Владимир Мельниченко («Таврия В»), Олег Мочуляк («Ришелье»)                                                                    | 9    |
| 2012  | «Ришелье»  | «Люстдорф»          | «Таврия В»           | Олег Мочуляк («Ришелье») | 10   |
| 2013  | «Ришелье»  | «Таврия В»          | «Люстдорф»           | Александр Косырин («Ришелье»)                                                                                                  | 11   |
| 2014  | «Ришелье»  | «Таврия В»          | «Люстдорф»           | Александр Бредис («Таврия В»)                                                                                                  | 4    |
| 2015  | «Таврия В» | «Ришелье»           | «Люстдорф»           | Александр Косырин («Люстдорф»), Александр Нечипорук («Люстдорф»), Александр Бредис («Таврия В»), Валентин Полтавец («Ришелье») | 5    |
| 2016  | «Ришелье»  | «Люстдорф»          | «Таврия В»           | Александр Косырин («Люстдорф»)                                                                                                 | 3    |
| 2017  | «Ришелье»  | «Люстдорф»          | «Таврия В»           | Олег Пидлетейчук («Ришелье»), Виталий Бачур («Люстдорф»)                                                                       | 4    |

| Сезон | Чемпион    | 2 место           | 3 место             | Лучший бомбардир                                             | Голы |
| ----- | ---------- | ----------------- | ------------------- | ------------------------------------------------------------ | ---- |
| 2007  | «Динамо»   | «Одессэнергосети» | «Хлебодар» Ивановка | Игорь Беланов («Динамо»), Владимир Куцак («Хлебодар»)        | 6    |
| 2008  | «Ришелье»  | «Отрада»          | «Динамо»            | Геннадий Гилерман («Ришелье»)                                | 15   |
| 2009  | «Ришелье»  | «Отрада»          | «Динамо»            | Леонид Гайдаржи («Ришелье»)                                  | 18   |
| 2010  | «Ришелье»  | «Таврия В»        | «Отрада»            | Александр Бондаренко («Ришелье»), Игорь Штыхарь («Таврия В») | 17   |
| 2011  | «Ришелье»  | «Краян»           | «Таврия В»          | Валерий Манько («Ришелье»)                                   | 17   |
| 2012  | «Таврия В» | «Ришелье»         | «Динамо»            | Геннадий Гилерман («Ришелье»)                                | 13   |
| 2013  | «Таврия В» | «Ришелье»         | «Динамо»            | Илья Чулак («Таврия В»)                                      | 30   |
| 2014  | «Таврия В» | «Мечта-ВПОГ»      | «Автомобилист»      | Александр Бондаренко («Таврия В»)                            | 17   |
| 2015  | «Таврия В» | «Автомобилист»    | «Метро-Отель»       | Александр Бондаренко («Таврия В»), Илья Чулак («Таврия В»)   | 13   |